# Polarulv
Polarulven (Canis lupus arctos) er en underart af ulven, der lever på Canadas arktiske øer mellem Melville Ø og Ellesmere Island samt i det nordlige og østlige Grønland. Den adskiller sig fra de fleste andre underarter af ulven ved sin hvide pels, kortere snude og mindre ører. Polarulve lever især af moskusokser og polarharer, men kan også tage lemminger (Dicrostonyx groenlandicus), polarræve, fugle og biller.

## Angreb på mennesker
Polarulven er kun lidt sky og kan i nogle områder finde på at nærme sig mennesker. Den har undertiden angrebet mennesker. Den norske polarforsker Otto Sverdrup har beskrevet, at et par ulve under Fram-ekspeditionen angreb en af hans medrejsende, der måtte forsvare sig med en skistav. I 1977 kom en flok på seks ulve tæt på to forskere på Ellesmere Island. En af ulvene sprang på den ene forsker og gav ham en mindre skramme på kinden. Der har desuden forekommet episoder med aggressive ulve ved vejrstationen Alert på Ellesmere Island, hvor ulve i årtier har levet i nærheden og således har vænnet sig til mennesker.

## Tidligere udryddet i Østgrønland
Polarulven blev udryddet i Østgrønland i 1939. Ulvene blev hovedsageligt dræbt og udryddet, fordi de af danske og norske jægere blev anset som konkurrenter i jagten på polarræve, der blev fanget i fælder. Mellem 1920 og 1932 blev 35 ulve dræbt. Først i 1979, omkring 40 år senere, begyndte polarulven at genetablere sig i området.